# これからの中小企業
これからの中小企業（ -ちゅうしょうきぎょう）は、1965年4月5日から1969年4月5日までNHK教育テレビで放送されたテレビ番組である。中小企業問題を多角的に分析し、近代化の指針として役立つように中小企業経営者を対象にした番組である。

## 放送時間
- 1965年4月 - 1968年3月：月 - 土曜日 08:00 - 08:30
- 1968年4月 - 1969年4月：月 - 土曜日 07:00 - 07:30

## 主な出演者
- 加藤誠一
- 千坂宰太
- 石川淳二
- 斎藤栄三郎
- 中村秀一郎
- 斎藤一
- 沖野永保
- 渡辺栄二
- 乙竹虔三
- 滝沢菊太郎
- 上田宗次郎
- 乙竹虔三

## 内容
| 年度 | 月           | 火           | 水       | 木         | 金         | 土         |
| ---- | ------------ | ------------ | -------- | ---------- | ---------- | ---------- |
| 1965 | 経営者入門   | 工業経営     | 商業経営 | 企業訪問   | 明るい職場 | 今週の話題 |
| 1966 | 経営者入門   | 工業経営     | 商業経営 | 企業訪問   | 職場の設計 | 今週の話題 |
| 1967 | 近代化への道 | 工業経営     | 商業経営 | 企業新地図 | 職場の設計 | 今週の話題 |
| 1968 | あすの職場   | 業界リポート | 産業人   | 今日の話題 | 産地拝見   | 経営手帖   |

## 関連番組
- 現代の経営
- 商店経営